# The Biggest Hits XXX
The Biggest Hits XXX är ett greatest hits-album som släpptes den 11 november 2014 och innehåller låtar från Roxettes släppta album. Albumet släpptes i samband med duons världsturné som började i Ryssland 2014.

## Låtlista
Alla låtar är skrivna och komponerade av Per Gessle om ingenting annat anges. 
| 1.           | The Look               |                          | 3:56     |
| 2.           | Dressed For Success    |                          | 4:13     |
| 3.           | Dangerous              |                          | 3:51     |
| 4.           | It Must Have Been Love |                          | 4:20     |
| 5.           | How Do You Do!         |                          | 3:12     |
| 6.           | Wish I Could Fly       |                          | 4:42     |
| 7.           | Spending My Time       | Per Gessle, Mats Persson | 4:36     |
| 8.           | Almost Unreal          |                          | 3:59     |
| 9.           | The Big L              |                          | 4:30     |
| 10.          | Fading Like A Flower   |                          | 3:54     |
| 11.          | Crash! Boom! Bang!     |                          | 4:27     |
| 12.          | June Afternoon         |                          | 4:13     |
| 13.          | Queen Of Rain          | Per Gessle, Mats Persson | 4:57     |
| 14.          | Opportunity Nox        |                          | 3:01     |
| 15.          | Perfect Day            |                          | 4:07     |
| Total längd: | Total längd:           | Total längd:             | 01:01:58 |

| 1.           | Joyride                                            |                           | 4:01     |
| 2.           | Sleeping In My Car                                 |                           | 3:34     |
| 3.           | Listen to Your Heart                               | Per Gessle, Mats Persson  | 5:15     |
| 4.           | Run To You                                         |                           | 3:40     |
| 5.           | Real Sugar                                         |                           | 3:18     |
| 6.           | Milk And Toast And Honey                           |                           | 4:04     |
| 7.           | Stars                                              |                           | 3:58     |
| 8.           | Vulnerable                                         |                           | 4:29     |
| 9.           | The Centre Of The Heart (Is A Suburb To The Brain) |                           | 3:23     |
| 10.          | A Thing About You                                  |                           | 3:48     |
| 11.          | Anyone                                             |                           | 4:33     |
| 12.          | You Don't Understand Me                            | Per Gessle, Desmond Child | 4:28     |
| 13.          | She's Got Nothing On (But the Radio)               |                           | 3:35     |
| 14.          | (Do You Get) Excited?                              |                           | 4:17     |
| 15.          | The Sweet Hello, The Sad Goodbye (Bassflow Remake) |                           | 4:47     |
| Total längd: | Total längd:                                       | Total längd:              | 01:01:10 |